# Pelocoetes exul
Pelocoetes exul is een zeeanemonensoort uit de familie Haliactiidae.
Pelocoetes exul is voor het eerst wetenschappelijk beschreven door Annandale in 1907.